# Ичикава
Ичикава е град в префектура Чиба, Япония. Населението му е 492 752 жители (по приблизителна оценка от октомври 2018 г.), а площта 57,46 кв. км. Кмет от декември 2009 г. е Хироши Окубо. Градът разполага с 2 университета. Ичикава е свързан с Токио посредством 5 жп линии. Цветето на града е розата.

## Побратимени градове
- Гардина, Калифорния, САЩ
- Медан, Индонезия